# Józef Wierzbicki
Józef Wierzbicki pseud. Szczygieł – żołnierz ZWZ-AK oraz Zrzeszenia Wolność i Niezawisłość, żołnierz wyklęty.

## Życiorys
Józef Wierzbicki był w czasie II wojny światowej żołnierzem lotnej grupy Kedywu Obwodu Wysokie Mazowieckie AK, znanego pod kryptonimem Obwód „Lew”. Był jednym z pierwszych pięciu partyzantów (obok kpr. pchor. Eugeniusza Kotowskiego „Groźnego”, Stanisława Szymborskiego „Redosa”, Antoniego Jabłońskiego „Nura” i Stanisława Łapińskiego „Wąsacza”), skierowanych przez komendanta Obwodu do służby w nowo tworzonym oddziale partyzanckim Kazimierza Kamieńskiego mającym na celu zbudowanie obwodowej struktury, skutecznie przeciwstawiającej się agenturze NKWD i UB.

## Order
Postanowieniem prezydenta RP Lecha Kaczyńskiego z 9 listopada 2007 roku „za wybitne zasługi dla niepodległości Rzeczypospolitej Polskiej” Józef Wierzbicki został pośmiertnie odznaczony Krzyżem Oficerskim Orderu Odrodzenia Polski, a przekazanie orderu rodzinie odbyło się 11 listopada tego samego roku w czasie uroczystości z okazji Narodowego Święta Niepodległości.